# Type O Negative/Diskografie
Diese Diskografie ist eine Übersicht über die musikalischen Werke der US-amerikanischen Metal-Band Type O Negative. Den Schallplattenauszeichnungen zufolge hat sie bisher mehr als 1,5 Millionen Tonträger verkauft. Ihre erfolgreichste Veröffentlichung ist das dritte Studioalbum Bloody Kisses mit über einer Million verkauften Einheiten.

## Alben

### Studioalben
| Jahr | Titel Musiklabel                                                        | Höchstplatzierung, Gesamtwochen, AuszeichnungChartplatzierungen (Jahr, Titel, Musiklabel, Platzierungen, Wochen, Auszeichnungen, Anmerkungen) | Höchstplatzierung, Gesamtwochen, AuszeichnungChartplatzierungen (Jahr, Titel, Musiklabel, Platzierungen, Wochen, Auszeichnungen, Anmerkungen) | Höchstplatzierung, Gesamtwochen, AuszeichnungChartplatzierungen (Jahr, Titel, Musiklabel, Platzierungen, Wochen, Auszeichnungen, Anmerkungen) | Höchstplatzierung, Gesamtwochen, AuszeichnungChartplatzierungen (Jahr, Titel, Musiklabel, Platzierungen, Wochen, Auszeichnungen, Anmerkungen) | Höchstplatzierung, Gesamtwochen, AuszeichnungChartplatzierungen (Jahr, Titel, Musiklabel, Platzierungen, Wochen, Auszeichnungen, Anmerkungen) | Anmerkungen                                                            |
| Jahr | Titel Musiklabel                                                        | DE | AT | CH | UK | US | Anmerkungen                                                            |
| ---- | ----------------------------------------------------------------------- | --- | --- | --- | --- | --- | ---------------------------------------------------------------------- |
| 1991 | Slow, Deep and Hard Roadrunner Records                                  | DE53 a (1 Wo.)DE | — | — | — | — | Erstveröffentlichung: 16. Juni 1991 Wiederveröffentlichung: 2009, 2021 |
| 1992 | The Origin of the Feces (Not Live at Brighton Beach) Roadrunner Records | DE59 b (1 Wo.)DE | — | — | — | — | Erstveröffentlichung: 17. Mai 1992 Wiederveröffentlichung: 1994        |
| 1993 | Bloody Kisses Roadrunner Records                                        | DE29 c (9 Wo.)DE | AT35 d (1 Wo.)AT | — | — | US166 Platin · (11 Wo.)US | Erstveröffentlichung: 17. August 1993 Verkäufe: + 1.000.000            |
| 1996 | October Rust Roadrunner Records                                         | DE5 (13 Wo.)DE | AT8 (10 Wo.)AT | CH46 (2 Wo.)CH | UK26 (2 Wo.)UK | US42 Gold · (8 Wo.)US | Erstveröffentlichung: 20. August 1996 Verkäufe: + 500.000              |
| 1999 | World Coming Down Roadrunner Records                                    | DE3 (8 Wo.)DE | AT17 (4 Wo.)AT | — | UK49 (1 Wo.)UK | US39 (6 Wo.)US | Erstveröffentlichung: 21. September 1999                               |
| 2003 | Life Is Killing Me Roadrunner Records                                   | DE9 (10 Wo.)DE | AT51 (7 Wo.)AT | CH98 (1 Wo.)CH | UK78 (1 Wo.)UK | US39 (4 Wo.)US | Erstveröffentlichung: 17. Juni 2003                                    |
| 2007 | Dead Again SPV                                                          | DE18 (7 Wo.)DE | AT25 (3 Wo.)AT | CH89 (1 Wo.)CH | UK87 (1 Wo.)UK | US27 (3 Wo.)US | Erstveröffentlichung: 13. März 2007                                    |

### Kompilationen
| Jahr | Titel Musiklabel                      | Höchstplatzierung, Gesamtwochen, AuszeichnungChartplatzierungen (Jahr, Titel, Musiklabel, Platzierungen, Wochen, Auszeichnungen, Anmerkungen) | Höchstplatzierung, Gesamtwochen, AuszeichnungChartplatzierungen (Jahr, Titel, Musiklabel, Platzierungen, Wochen, Auszeichnungen, Anmerkungen) | Höchstplatzierung, Gesamtwochen, AuszeichnungChartplatzierungen (Jahr, Titel, Musiklabel, Platzierungen, Wochen, Auszeichnungen, Anmerkungen) | Höchstplatzierung, Gesamtwochen, AuszeichnungChartplatzierungen (Jahr, Titel, Musiklabel, Platzierungen, Wochen, Auszeichnungen, Anmerkungen) | Höchstplatzierung, Gesamtwochen, AuszeichnungChartplatzierungen (Jahr, Titel, Musiklabel, Platzierungen, Wochen, Auszeichnungen, Anmerkungen) | Anmerkungen                             |
| Jahr | Titel Musiklabel                      | DE | AT | CH | UK | US | Anmerkungen                             |
| ---- | ------------------------------------- | --- | --- | --- | --- | --- | --------------------------------------- |
| 2000 | The Least Worst Of Roadrunner Records | DE50 (2 Wo.)DE | — | — | — | US99 (1 Wo.)US | Erstveröffentlichung: 31. Oktober 2000  |
| 2011 | None More Negative Rhino Records      | DE28 (1 Wo.)DE | — | — | — | — | Erstveröffentlichung: 25. November 2011 |

Weitere Kompilationen
- 2006: The Best of Type O Negative (Roadrunner Records)
- 2012: The Complete Roadrunner Collection 1991-2003 (Roadrunner Records)

## Singles
| Jahr | Titel Album                             | Höchstplatzierung, Gesamtwochen, AuszeichnungChartplatzierungen (Jahr, Titel, Album, Platzierungen, Wochen, Auszeichnungen, Anmerkungen) | Höchstplatzierung, Gesamtwochen, AuszeichnungChartplatzierungen (Jahr, Titel, Album, Platzierungen, Wochen, Auszeichnungen, Anmerkungen) | Höchstplatzierung, Gesamtwochen, AuszeichnungChartplatzierungen (Jahr, Titel, Album, Platzierungen, Wochen, Auszeichnungen, Anmerkungen) | Höchstplatzierung, Gesamtwochen, AuszeichnungChartplatzierungen (Jahr, Titel, Album, Platzierungen, Wochen, Auszeichnungen, Anmerkungen) | Höchstplatzierung, Gesamtwochen, AuszeichnungChartplatzierungen (Jahr, Titel, Album, Platzierungen, Wochen, Auszeichnungen, Anmerkungen) | Anmerkungen                         |
| Jahr | Titel Album                             | DE | AT | CH | UK | US | Anmerkungen                         |
| ---- | --------------------------------------- | --- | --- | --- | --- | --- | ----------------------------------- |
| 1996 | My Girlfriend’s Girlfriend October Rust | DE96 (1 Wo.)DE | — | — | — | — | Erstveröffentlichung: November 1996 |
| 1999 | Everything Dies World Coming Down       | DE98 (1 Wo.)DE | — | — | — | — | Erstveröffentlichung: 1999          |

Weitere Singles
- 1991: Unsuccessfully Coping with the Natural Beauty of Infidelity
- 1993: Black No. 1
- 1993: Christian Woman
- 1995: Summer Breeze
- 1996: In Praise of Bacchus
- 1996: Love You to Death
- 1997: Cinnamon Girl
- 2003: I Don’t Wanna Be Me
- 2007: The Profit of Doom

## Videografie

### Videoalben
- 1998: After Dark (US: Gold; Verkäufe: + 50.000)
- 2006: Symphony for the Devil

### Musikvideos
- 1993: Black No. 1 (Regie: Parris Mayhew)
- 1993: Christian Woman (Regie: Jon Reiss, Peter Steele, Konrad Roman)
- 1996: Love You to Death (Regie: Chris Burns)
- 1996: My Girlfriend’s Girlfriend (Regie: Jon Reiss)
- 1996: Cinnamon Girl (Regie: Thomas Mignone)
- 1999: Everything Dies (Regie: Michael Martin)
- 2003: I Don’t Wanna Be Me (Regie: -)
- 2007: The Profit of Doom (Regie: Scott Sisti, Michael Saladino)
- 2007: September Sun (Regie: Ivan Colic, Josip Colic)

## Statistik

### Chartauswertung
|                     | DE    | AT    | CH    | UK    | US    |
| ------------------- | ----- | ----- | ----- | ----- | ----- |
| Nummer-eins-Alben   | DE—DE | AT—AT | CH—CH | UK—UK | US—US |
| Top-10-Alben        | DE4DE | AT1AT | CH—CH | UK—UK | US—US |
| Alben in den Charts | DE9DE | AT5AT | CH3CH | UK4UK | US6US |

|                       | DE    | AT    | CH    | UK    | US    |
| --------------------- | ----- | ----- | ----- | ----- | ----- |
| Nummer-eins-Singles   | DE—DE | AT—AT | CH—CH | UK—UK | US—US |
| Top-10-Singles        | DE—DE | AT—AT | CH—CH | UK—UK | US—US |
| Singles in den Charts | DE2DE | AT—AT | CH—CH | UK—UK | US—US |

### Auszeichnungen für Musikverkäufe
Anmerkung: Auszeichnungen in Ländern aus den Charttabellen bzw. Chartboxen sind in ebendiesen zu finden.
| Land/RegionAuszeichnungen für Musikverkäufe (Land/Region, Auszeichnungen, Verkäufe, Quellen) | Gold     | Platin  | Verkäufe  | Quellen  |
| -------------------------------------------------------------------------------------------- | -------- | ------- | --------- | -------- |
| Vereinigte Staaten (RIAA)                                                                    | 2× Gold2 | Platin1 | 1.550.000 | riaa.com |
| Insgesamt                                                                                    | 2× Gold2 | Platin1 |           |          |